# Alopecosa lindbergi
Alopecosa lindbergi este o specie de păianjeni din genul Alopecosa, familia Lycosidae, descrisă de Roewer, 1960.
Este endemică în Afghanistan. Conform Catalogue of Life specia Alopecosa lindbergi nu are subspecii cunoscute.